# Эритрея на зимних Олимпийских играх 2018
Эритрея на зимних Олимпийских играх 2018 года была представлена одним спортсменом в горнолыжном спорте. Эритрея впервые в истории принимала участие в зимних Олимпийских играх. По итогам соревнований Шеннон-Огбани Абеда, выступавший в слаломных дисциплинах, не смог завоевать олимпийской медали.

## Состав сборной
Горнолыжный спорт
1. Шеннон-Огбани Абеда

## Результаты соревнований

### Лыжные виды спорта

#### Горнолыжный спорт
Квалификация спортсменов для участия в Олимпийских играх осуществлялась на основании специального квалификационного рейтинга FIS по состоянию на 21 января 2018 года. При этом НОК для участия в Олимпийских играх мог выбрать только того спортсмена, который вошёл в топ-500 олимпийского рейтинга в своей дисциплине, и при этом имел определённое количество очков, согласно квалификационной таблице. Страны, не имеющие участников в числе 500 сильнейших спортсменов, могли претендовать только на квоты категории «B» в технических дисциплинах. По итогам квалификационного отбора сборная Эритреи завоевала олимпийскую лицензию категории «B» в мужских соревнованиях, которую, благодаря своим удачным выступлениям, принёс родившийся в Канаде Шеннон-Огбани Абеда.
Мужчины
| Соревнование      | Спортсмены          | Скоростной спуск/ 1 спуск | Скоростной спуск/ 1 спуск | Слалом/ 2 спуск | Слалом/ 2 спуск | Всего   | Место | Отставание |
| Соревнование      | Спортсмены          | Время                     | Место                     | Время           | Место           | Всего   | Место | Отставание |
| ----------------- | ------------------- | ------------------------- | ------------------------- | --------------- | --------------- | ------- | ----- | ---------- |
| гигантский слалом | Шеннон-Огбани Абеда | 1:19,86                   | 67                        | 1:20,01         | 62              | 2:39,87 | 61    | +21,83     |
| слалом            | Шеннон-Огбани Абеда | DNF                       | DNF                       | —               | —               | —       | —     | —          |